# Groß Kordshagen
Groß Kordshagen ist eine Gemeinde westlich von Stralsund im Landkreis Vorpommern-Rügen. Die Gemeinde wird vom Amt Niepars mit Sitz in der Gemeinde Niepars verwaltet.

## Geographie und Verkehr
Groß Kordshagen liegt am südlichen Ufer der Grabow, eines Teils des Barther Boddens. Etwa acht Kilometer westlich der Gemeinde befindet sich die Stadt Barth und zirka 18 Kilometer östlich die Stadt Stralsund.
Zur Gemeinde gehören die Ortsteile Arbshagen, Groß Kordshagen und Flemendorf.
Durch alle Ortsteile verläuft die L 21 von Barth nach Stralsund.
Im Ortsteil Flemendorf gibt es einen Hafen an der Grabow.

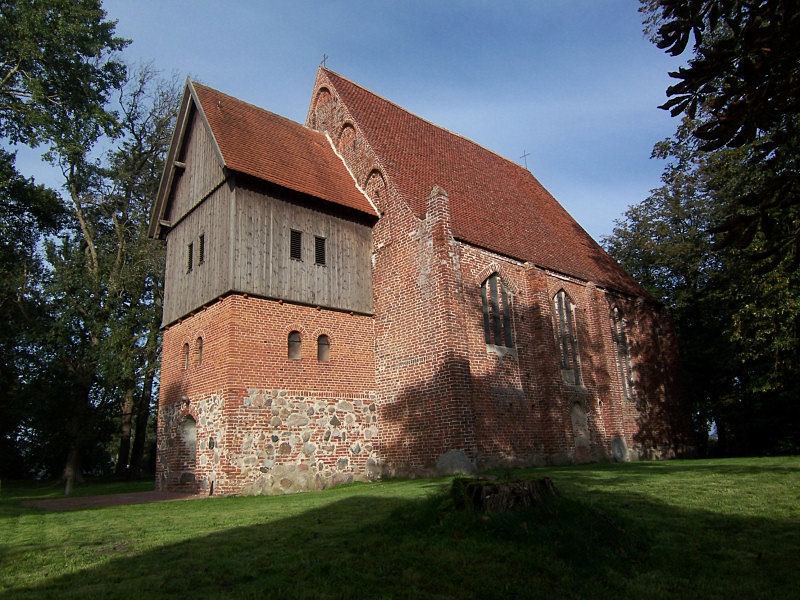
Marienkirche Flemendorf

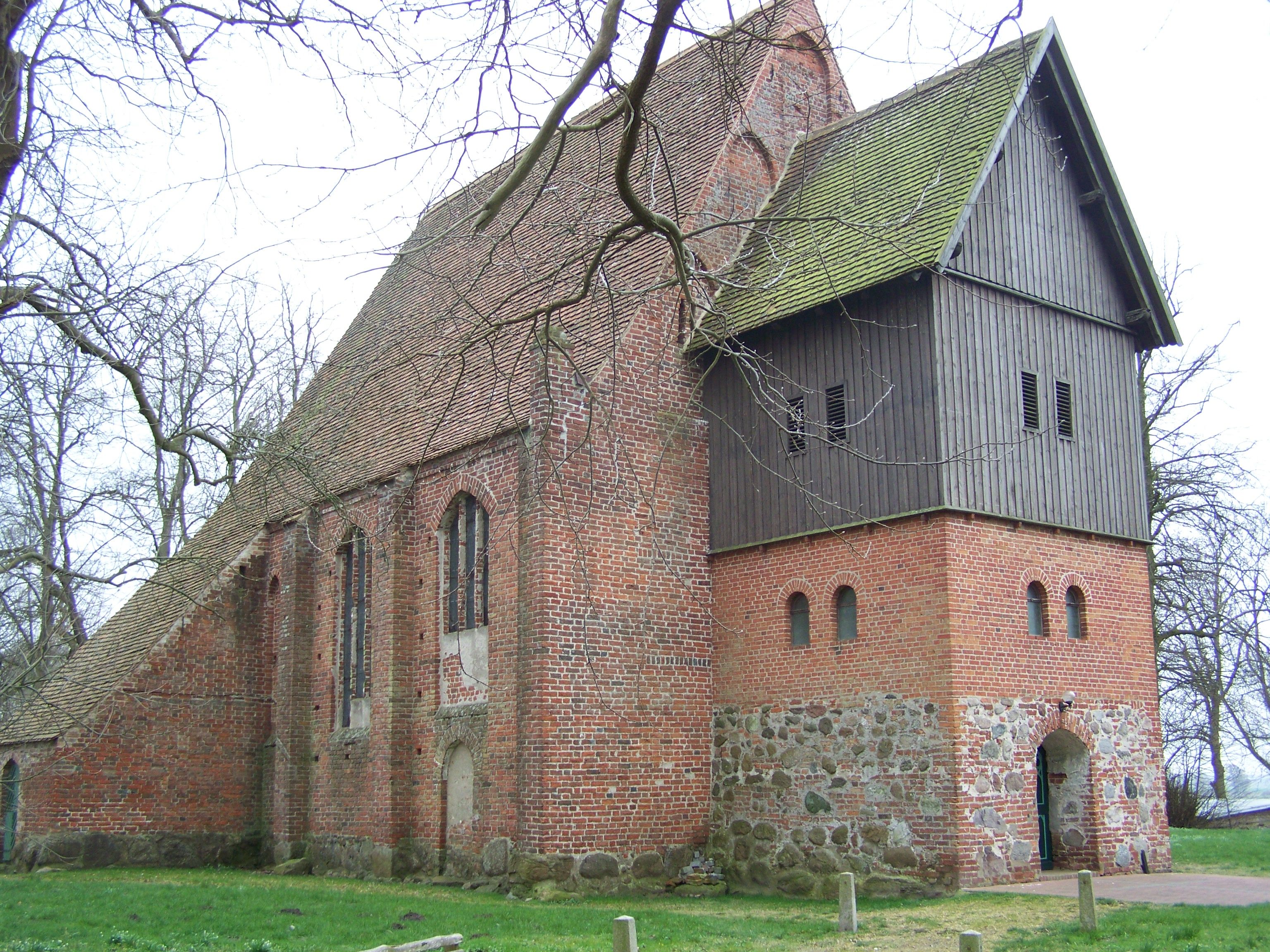
Marienkirche Flemendorf

## Geschichte
Nach Zugehörigkeit zum Fürstentum Rügen fiel Groß Kordshagen im Jahr 1326 an das Herzogtum Pommern.
Nach dem Dreißigjährigen Krieg bis zum Jahr 1815 gehörte die Gegend zu Schwedisch-Pommern und danach zur preußischen Provinz Pommern.
Die Gemeinde war dann bis 1952 Teil des Landkreises Franzburg-Barth und gehörte danach bis 1994 zum Kreis Stralsund im Bezirk Rostock. Seit 1990 gehört Groß Kordshagen zum Land Mecklenburg-Vorpommern.

## Wappen, Flagge, Dienstsiegel
Die Gemeinde verfügt über kein amtlich genehmigtes Hoheitszeichen, weder Wappen noch Flagge. Als Dienstsiegel wird das kleine Landessiegel mit dem Wappenbild des Landesteils Vorpommern geführt. Es zeigt einen aufgerichteten Greifen mit aufgeworfenem Schweif und der Umschrift „GEMEINDE GROß KORDSHAGEN * LANDKREIS VORPOMMERN-RÜGEN“.

## Sehenswürdigkeiten
- Marienkirche in Flemendorf aus dem 15. Jahrhundert
- Gutshaus Groß Kordshagen
- Gutshaus Arbshagen

## Wirtschaft
Die Gemeinde Groß Kordshagen wird wirtschaftlich hauptsächlich vom Tourismus (Campingplatz, Ferienwohnungen, Restaurant, Café) und der Landwirtschaft geprägt.

## Söhne und Töchter der Gemeinde
- Ludwig von Mühlenfels (1793–1861), deutscher Jurist, Literaturhistoriker, Oberappellationsgerichtsrat und Reichskommissar